# Reuben Lindsay Walker
Reuben Lindsay Walker (29 mai 1827 - 7 juin 1890) est un général américain d'artillerie de l'Armée des États confédérés pendant la guerre de Sécession.

## Jeunesse
Reuben Lindsay Walker est né à Logan en Virginie, (aujourd'hui Virginie-Occidentale). Il est diplômé de l'Institut militaire de Virginie en 1845. Il devient ingénieur civil, puis fermier en Virginie.

## Guerre de Sécession
Quand la guerre éclate, Walker prend le commandement de l'unité d'artillerie de Purcell.

## Retour à la vie civile
Après la guerre, Walker déménage à Selma (Alabama), où il dirige la Marine & Selma Railroad. Il rentre en Virginie en 1876 et devient ingénieur pour la Richmond and Alleghany Railroad. En tant qu'ingénieur civil, Walker supervise la construction d'une extension du pénitencier d'état de Virginie et du Capitole de l'État du Texas.
Walker décède dans le comté de Fluvanna, et il est enterré à Richmond en Virginie.